# Gminna Biblioteka Publiczna w Suszcu

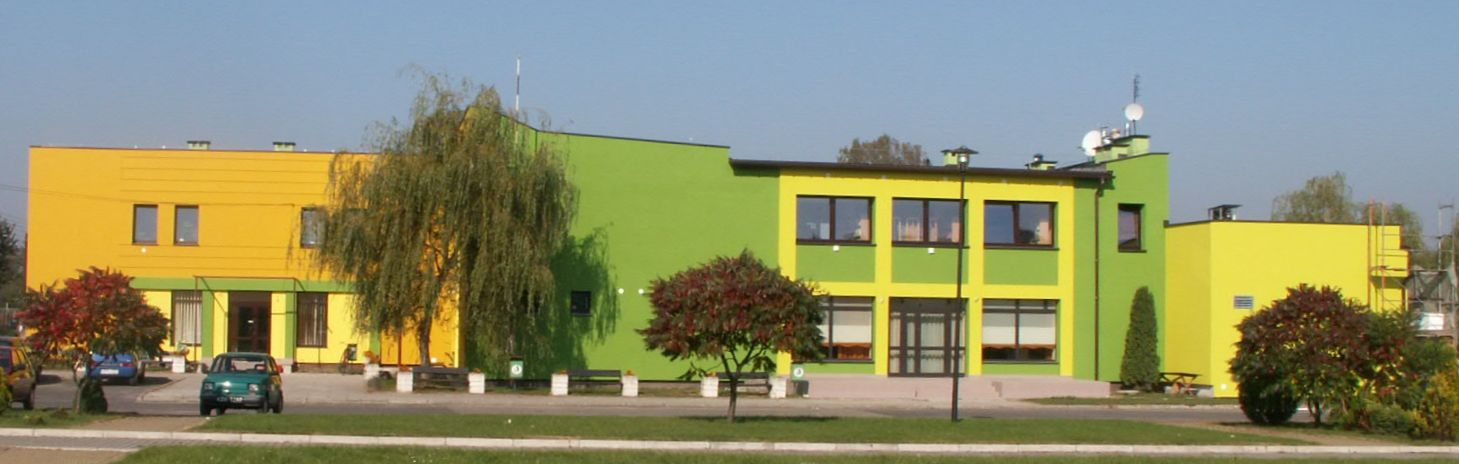
Gminna Biblioteka Publiczna w Suszcu. Budynek Centrali

Gminna Biblioteka Publiczna w Suszcu – biblioteka znajdująca się w Suszcu w powiecie pszczyńskim.
Biblioteka założona została po II wojnie światowej. W 1948 roku gminy zadecydowały o uruchomieniu bibliotek gminnych. 1 stycznia 1949 roku powstała Gminna Biblioteka Publiczna. Pierwszą siedzibą biblioteki był lokal szkoły podstawowej w Suszcu (obecnie budynek przedszkola). W 2007 roku Rada Gminy Suszec uchwaliła dokonanie zmian w statucie GBP w Suszcu nadanym Uchwałą Nr XV/100/119/2007 Rady Gminy Suszec z 20 grudnia 2007 r., z dodatkowym zapisem:
„W skład Biblioteki wchodzą:
1. Gminna Biblioteka Publiczna w Suszcu; Suszec, ul. Ogrodowa 22,
2. Filia nr 1 w Rudziczce; Rudziczka, ul. Pszczyńska 24,
3. Filia nr 2 w Kryrach; Kryry, ul. Wyzwolenia 116,
4. Filia nr 3 w Mizerowie; Mizerów, ul. Wyzwolenia 279,
5. Filia nr 4 w Radostowicach; Radostowice, ul. Dworcowa 56.”

## Historia
Pierwsze zapisy w inwentarzu Gminnej Biblioteki w Suszcu w powiecie Pszczyna zanotowano w 1949 r. Pod numerem pierwszym zainwentaryzowano książkę Alfreda Lampego Myśli o nowej Polsce. W kwietniu 1951 roku biblioteka została przeniesiona do nowego budynku szkoły podstawowej.
W latach 50. XX wieku księgozbiór biblioteki liczył 831 książek, ułożony był na jednym regale, a korzystało z niego 200 czytelników. Odbywały się wówczas pogadanki, jak np. „Książka to Twój przyjaciel”, przedstawiano referaty, takie jak „Książka w walce o pokój”, zorganizowano wystawę pt. „Dni książki i oświaty”, którą zwiedziło 500 osób. Odbywały się także konkursy pięknego czytania, przeprowadzano „Chóralne czytanie lektury szkolnej”, wieczory bajek, kiermasze książek i loterie książkowe. Działał „1 zespół dobrego czytania”. W latach 50. XX wieku odnotowano również 37 księgonoszy, którzy „donosili nowe książki dla czytelników mieszkających daleko od lokalu”. Dzięki nim „doprowadzono do większego rozczytania ludności”. Dzisiaj wiele książek dostarczanych jest bezpośrednio do domów przez samych bibliotekarzy.
W latach 60. XX wieku na terenie gminy Suszec funkcjonowały już biblioteki szkolne w Suszcu i Rudziczce. Najchętniej była wypożyczana literatura piękna dla dorosłych. Organizowano głośne czytanie lektur, wyświetlano bajki, rysowano. Od 1973 roku biblioteka funkcjonowała w budynku komunalnym, w tzw. agronomówce – siedzibie miejscowego agronoma. W 1986 roku biblioteka została przeniesiona do lokalu remizo-świetlicy w Rudziczce. Umieszczenie placówki miało być przejściowe do czasu wybudowania nowego obiektu w Suszcu. W 1991 roku nastąpił powrót gminnej biblioteki do Suszca. Zlokalizowano ją w nowo otwartym budynku Gminnego Ośrodka Kultury.
Biblioteka, działająca w strukturze Gminnego Ośrodka Kultury, otworzyła swoje podwoje 4 grudnia 1991 roku i tu do dziś służy lokalnemu społeczeństwu. Od 1 kwietnia 2008 r. funkcjonuje jako odrębna instytucja. Biblioteka od lat uzyskuje bardzo dobre wyniki. Ogromny wzrost zarejestrowanych czytelników, ilości wypożyczeń i odwiedzin dał się zauważyć wraz z przeniesieniem z Rudziczki do tego obiektu. I tak np. w 1991 roku zarejestrowano 486 czytelników, a już w 1992 roku – 1130. Także z 18 miejsca w 1991 roku GBP przesunęła się na pierwsze miejsce najbardziej aktywnych bibliotek.
W 2003 roku przystąpiono do komputeryzacji biblioteki (zakupiono program LIBRA). 30 czerwca 2004 roku rozpoczął się remont biblioteki. Zbiory częściowo przeniesiono do salki katechetycznej przy kościele w Suszcu. 14 grudnia 2004 roku nastąpił powrót do odnowionej już biblioteki. W 2005 roku utworzono „czytelnię internetową”. W ramach programu „IKONKA” biblioteka otrzymała bezpłatnie 3 komputery PC (wyposażone w pakiet biurowy, system operacyjny oraz program antywirusowy). W lutym 2008 roku w ramach projektu „Centra Kształcenia na Odległość na Wsiach” dofinansowanego z funduszy Unii Europejskiej (ze środków Europejskiego Funduszu Społecznego w ramach Sektorowego Programu Operacyjnego Rozwój Zasobów Ludzkich, Priorytet 2 Rozwój społeczeństwa opartego na wiedzy, Działanie 2.1 Zwiększenie dostępu do edukacji – promocja kształcenia przez całe życie, Schemat "a" Zmniejszenie dysproporcji pomiędzy wsią a miastem) powstało Centrum Kształcenia, w którym można skorzystać z bezpłatnych kursów e-learningowych.

## Działalność
W GBP w Suszcu podejmowane są różnorodne inicjatywy kulturalno-oświatowe. Wszelkie działania opierają się na kontaktach i współpracy ze wspaniałymi ludźmi, i to nie tylko mieszkańcami Gminy Suszec.
W bibliotece organizuje się:
- wystawy hobbystyczne
- wystawy malarstwa
- wieczorki poetycko-muzyczne
- wewnątrzbiblioteczne akcje czytelnicze, takie jak. „Poranki z Wróżką Bibliomanką” czy „Godzina z Rodziną” oraz ogólnopolskie akcje prowadzone w ramach kampanii społecznej „Cała Polska czyta dzieciom”.

Ponadto w Bibliotece organizowane są różnorodne imprezy czytelnicze (od 2005 roku biblioteka co roku bierze udział w m.in. międzynarodowej akcji promującej czytelnictwo – „Noc z Andersenem”), lekcje biblioteczne, pasowanie na czytelnika uczniów klas pierwszych, zajęcia wakacyjne oraz w czasie ferii zimowych. Biblioteka współpracuje m.in. z muzykami, literatami, z dyrekcjami przedszkoli i szkół oraz bierze udział w konkursach organizowanych w powiecie pszczyńskim. Działalność Gminnej Biblioteki w Suszcu określa również szeroka współpraca z bibliotekami w regionie i w Polsce (m.in. z Biblioteką Śląską w Katowicach oraz Miejsko-Powiatową Biblioteką Publiczną w Pszczynie).

## Księgozbiór
Przy zakupie książek bibliotekarze kierują się przede wszystkim zapotrzebowaniem czytelniczym na podstawie zgłoszonych dezyderatów. W prowadzonym zeszycie dezyderatów zapisywane są nowości, o które pytają czytelnicy, brakujące lektury szkolne i podręczniki dla studentów.
Stan księgozbioru za rok 2011 r. (centrala wraz z filiami) – 69149 wol., ze strukturą:
- literatura piękna dla dzieci i młodzieży – 19098 wol. (28%)
- literatura piękna dla dorosłych – 29014 wol. (42%)
- literatura popularnonaukowa – 21037 wol. (30%).

Materiały audiowizualne
Od stycznia 2010 r. Gminna Biblioteka Publiczna w Suszcu udostępnia nowe zbiory audiowizualne: lektury szkolne i bajki-czytanki na płytach CD w formacie mp3 i audio w ilości 91 egzemplarzy, które są udostępniane nieodpłatnie (na okres 1 tygodnia). Zakup tego rodzajów zbiorów zapoczątkował w Suszcu działalność Wypożyczalni książki mówionej. Zarejestrowano 26 osób, które stale korzystały z możliwości nieodpłatnego wypożyczania książek mówionych, odnotowano 46 odwiedzin i wypożyczono 63 płyty. Stan na styczeń 2013 r. – 100 audiobooków.
Wypożyczalnia płyt DVD
Od 7 lutego 1992 r. w GBP w Suszcu otwarto „Wypożyczalnię Kaset Video” ze zbiorami w ilości 39 kaset. Zbiory udostępniano odpłatnie, według ustalonego cennika. Od 7 października 2003 r. oprócz wypożyczania kaset VHS umożliwiono odpłatne korzystanie z płyt DVD. Biblioteka posiada 574 tytuły (stan na styczeń 2013 r.) różnych gatunków filmowych.
Czasopisma
Biblioteka prenumeruje 13 tytułów czasopism. Czasopisma udostępniane są na miejscu w bibliotece oraz wypożyczane do domu.